# Giulietta e Romeo (comédie musicale)
Pour les articles homonymes, voir Roméo et Juliette (homonymie).
 (septembre 2023).
Si vous disposez d'ouvrages ou d'articles de référence ou si vous connaissez des sites web de qualité traitant du thème abordé ici, merci de compléter l'article en donnant les références utiles à sa vérifiabilité et en les liant à la section « Notes et références ».

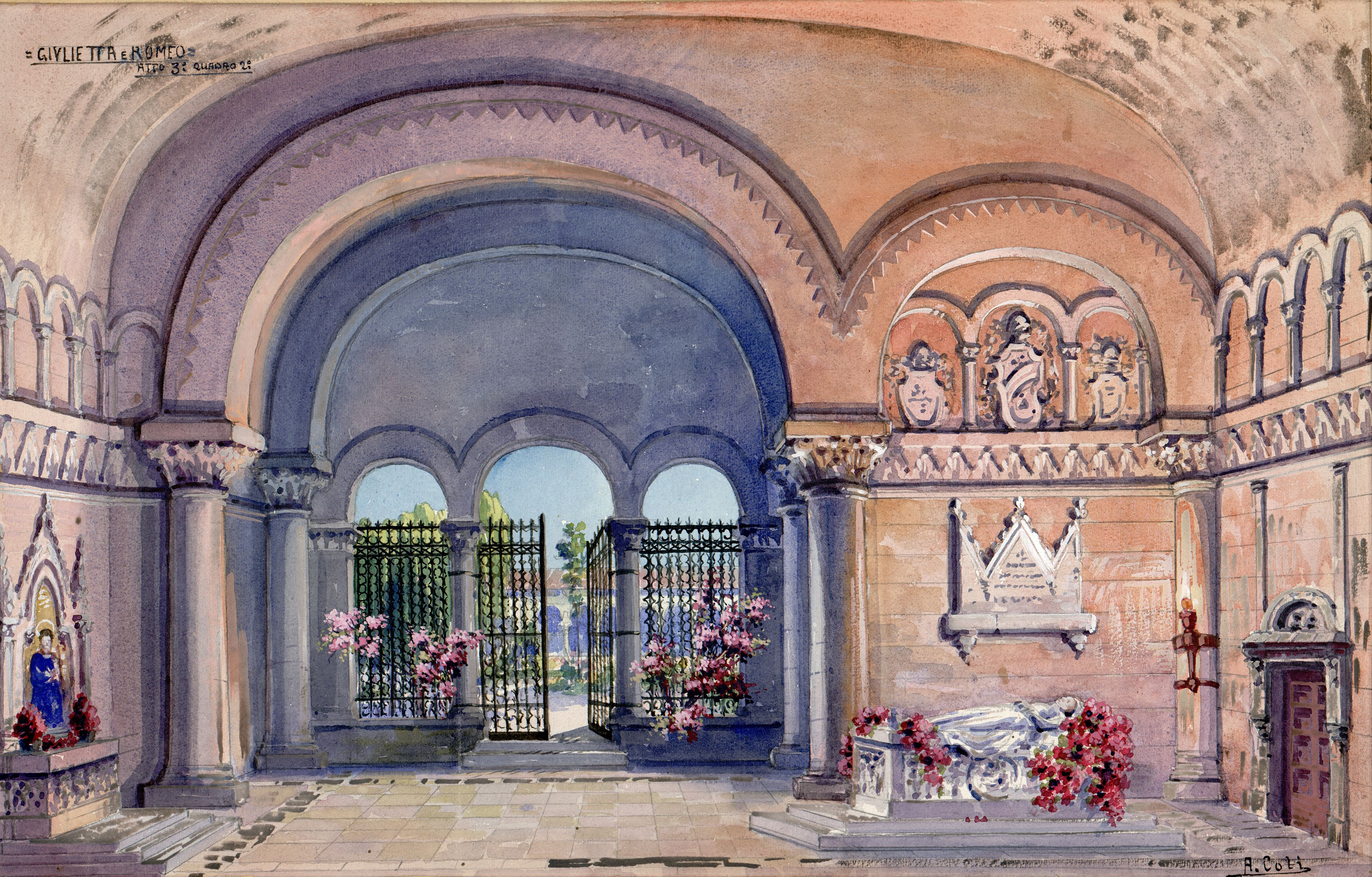
Cloître du couvent (chapelle des Capulet), croquis d'Armando Coli, scénographie de Juliette et Roméo acte 3 scène 2.

Giulietta & Romeo est une comédie musicale italienne, dont la première a été jouée le 1er juin 2007 dans l'arène de Vérone. Ce spectacle est inspiré de l'œuvre de William Shakespeare, Roméo et Juliette. Le compositeur est Richard Cocciante et le parolier, Pasquale Panella. La mise en scène est de Sergio Carrubba.
Depuis, elle a été présentée dans plusieurs villes en Italie (Rome, Turin, Milan, Naples et autres) et à l'avenir elle sera présentée à d'autres villes italiennes et nations européennes.

## Argument
La comédie musicale raconte l'histoire de deux jeunes, Juliette et Roméo, dont l'amour est vivement contrarié par deux familles, les Capulets et les Montaigus. Les deux jeunes vivront leur amour intensément, cependant cet amour se transformera à la fin en une douleur immense…

## Personnages
Mercutio a un rôle important, presque comme un personnage omniscient. Il chante l'ouverture et guide la rencontre de Roméo et Juliette pendant la fête dans la maison des Capulets.
Juliette meurt d'un crève-cœur et non à travers le poignard comme c'est écrit dans la tragédie de Shakespeare.
Le Comte Capulet est souvent en scène et représente avec le Comte Montaigu la haine entre les deux familles. Les personnages de Lady Capulet et Lady Montaigu n'existent pas.
Le rôle de Tybalt est limité aux disputes entre les deux familles. Il a un caractère vicieux, mesquin et frise la folie.
Frère Laurent est le personnage qui indirectement décide de la destinée de Roméo et Juliette en les guidant pendant le second acte. À la fin il pleurera la mort des deux jeunes amants avec les deux pères.

## Artistes

### Interprètes principaux
- Roméo : Marco Vito
- Juliette : Tania Tuccinardi
- Benvolio : Angelo Del Vecchio
- Mercutio : Gian Marco Schiaretti
- Tybalt : Valerio Di Rocco
- Comte Capulet : Giuseppe Pellingra
- Comte Montaigu : Francesco Antimiani
- Nourrice : Silvia Querci
- Frère Laurent : Fabrizio Voghera
- Le Prince : Alessandro Arcodia

### Doublures
- Roméo : Flavio Gismondi
- Juliette : Alessandra Ferrari
- Benvolio : Damiano Borgi
- Mercutio : Francesco Capodacqua
- Tybalt : Gaetano Caruso
- Comte Capulet : Francesco Antimiani
- Comte Montaigu : Giuseppe Pellingra
- Nourrice : Chiara Luppi
- Frère Laurent : Luca Maggiore
- Le Prince : Gaetano Caruso

### Autres interprètes
- Roméo : Daniele Carta Mantiglia
- Juliette : Maria Francesca Bartolomucci, Denise Faro (jusqu'à février 2008)

### Capulet et Montaigu
Andrea Manganotto, Antonio Orler, Giacomo Salvietti, Nikolas Torselli, Alessio Spini, Luca Peluso, Valentina Beretta, Elisa Petrolo, Valentina Soncin, Scilla Zizifo, Damiano Bisozzi, Burim Cerloj (Rimi), Giovanni Fusco, Kal Guglielmelli

## Chansons

### Acte 1
- Verona (Vérone)
- L'affronto (L'affront)
- Non l'odio, l'amore (Pas la haine, l'amour)
- Io amo e non so (J'aime et je ne sais pas)
- Ragazze tra le stelle (Filles parmi les étoiles)
- Stanotte ho fatto un sogno (Cette nuit j'ai fait un rêve)
- La regina della notte (La reine de la nuit)
- La festa siamo noi (Nous sommes la fête)
- La festa della festa (La fête de la fête)
- La festa siamo noi (segue) (Nous sommes la fête (reprise))
- Ah... quell'amore (Ah... cet amour)
- La festa siamo noi (segue) (Nous sommes la fête (reprise))
- C'è tutto sotto sotto (Il y a tout en cachette)
- Gli occhi negli occhi (Les yeux dans les yeux)
- L'amore ha fatto l'amore (L'amour a fait l'amour)
- La mano nella mano (La main dans la main)
- T'amo (Je t'aime)
- Il nome del nemico (Le nom de l'ennemi)
- Chi sei? (Qui es-tu?)
- Io, Romeo (Moi, Romeo)
- Voglio vedere Giulietta (Je veux voir Juliette)
- Il tuo nome (Ton nom)
- Notte più bella di tutte (Nuit plus belle de toutes)
- Giulietta esiste (Juliette existe)
- Tu sei (Tu es)
- Maledizione benedizione (Malédiction bénédiction)

### Acte 2
- L'amore è fatto già (Tu fais déjà l'amour)
- Nei fiori (Dans les fleurs)
- Io vi benedico (Je vous bénis)
- Mercuzio, Tebaldo, le spade (Mercutio, Tybalt, les épées)
- Sono ferito (Je suis blessé)
- Com'è leggera la vita (La vie est si légère)
- Romeo, Tebaldo, le spade (Roméo, Tybalt, les épées)
- Morte di Tebaldo (Mort de Tybalt)
- No, Verona, no (Non, Vérone, non)
- Lontano da Verona (Loin de Vérone)
- Per rabbia e per errore (Pour colère et pour faute)
- La notizia a Giulietta (La nouvelle à Juliette)
- Tu sei bandito (Tu es exilé)
- Quel respiro, la vita (Ce souffle, la vie)
- Non è ancora giorno (Il n'est pas encore jour)
- Morto il mio cuore (Mort de mon cœur)
- Giulietta, io so quanto soffri (Je sais comme tu souffres, Juliette)
- Festa presto (Fête bientôt)
- E se non mi svegliassi (Et si je ne me réveillais pas)
- Festa presto (segue) (Fête bientôt (reprise))
- Bambina mia (Ma fillette)
- Stanotte (Cette nuit)
- Il corpo di Giulietta (Le corps de Juliette)
- Morte di Romeo (Mort de Roméo)
- Il cuore (Le cœur)
- Perché (Pourquoi)

## Curiosités
- Le réalisateur est Sergio Carrubba. Les scénographies, réalisées par Paola Ciucci, sont projetées en 3D en créant un effet à la frontière entre le théâtral et le cinématographique, les costumes ont été réalisés par Gabriella Pescucci, déjà Oscar de la meilleure création de costumes pour Le temps de l'innocence de Martin Scorsese pendant que les chorégraphies ont été réalisées par le chorégraphe cubain Narciso Medina Favier.

- La troupe est composée pour la majorité de jeunes garçons et filles entre 15 et 18 ans.

- Cocciante a décidé d'assigner à chaque chanteur au moins deux rôles interchangeables. Chaque artiste sera sur la scène à chaque performance.

- Environ 400 personnes ont travaillé à la mise en scène de l'œuvre populaire, parmi lesquelles des chanteurs, danseurs, musiciens, metteurs en scène, scénographes, chorégraphes et techniciens.

- La comédie musicale sera toujours représentée en italien, même dans les autres pays du monde.

- 1 € pour chaque billet de l'œuvre vendu dans le monde dans les prochains 10 ans viendra destiné à l'AIRC, Association Italienne Recherche sur le Cancer.

## Dates
- 1-4 juin 2007 (Vérone, Arena)
- 15-16 juin 2007 (Naples, Arena Flegrea)
- 21-23 juin 2007 (Lecce, Arena delle Cave)
- 13-18 septembre 2007 (Vérone, Arena)
- 4-7 octobre 2007 (Milan, Datch Forum)
- 18 octobre-4 novembre 2007 (Rome, Gran Teatro)
- 22-25 novembre 2007 (Rimini, Stadium 105)
- 1-24 février 2008 (Milan, PalaSharp)
- 7-9 mars 2008 (Bologne, Palamalaguti)
- 4-6 avril 2008 (Gênes,Vaillant Palace)
- 10-13 avril 2008 (Turin, PalaIsozaki)
- 31 mai-2 juin 2008 (Vérone, Arena)